# Calumma oshaughnessyi
Calumma oshaughnessyi is een klimmende hagedis uit de familie kameleons (Chamaeleonidae).

## Naam en indeling
De wetenschappelijke naam van de soort werd voor het eerst voorgesteld door Albert Günther in 1881. Oorspronkelijk werd de wetenschappelijke naam Chamaeleon o'shaughnessii gebruikt. De soortaanduiding oshaughnessyi is een eerbetoon aan de Britse dichter en herpetoloog Arthur O'Shaughnessy.

## Uiterlijke kenmerken
Calumma oshaughnessyi bereikt een maximale lichaamslengte tot veertig centimeter. Er zijn geen nek- of rugkammen maar er is wel wel een grote oorkwab aanwezig en een grote 'helm'. Deze structuur bestaat uit een vergroot deel aan de achterzijde van de bovenkant van de schedel die bestaat uit een dikkere huid en grotere schubben; de schedel zelf is niet zo sterk vergroot.
De mannetjes hebben een brede en zeer wrattige neushoorn, rostrum genoemd, en zijn over het algemeen groter en forser dan de vrouwtjes. De oogomgeving is bij deze soort niet geheel rond zoals bij de meeste kameleons, maar enigszins ovaal zoals bij een schildpad. Ook heeft de kop vaak blauwe vlekken aan de onderzijde van de slaap, en brede, lichtere en schuine banden over de flanken. De maximale lengte is 40 centimeter.

## Levenswijze
Het is een boombewonende soort die leeft van langslopende insecten, spinnen en andere kleine ongewervelden, deze worden met de lange tong gegrepen. Er is weinig bekend over de levenswijze omdat deze soort erg zeldzaam is.

## Verspreiding en habitat
De kameleon komt endemisch voor in het midden en zuiden van Madagaskar. De habitat bestaat uit vochtige tropische en subtropische bergbossen. De soort is aangetroffen op een hoogte van ongeveer 1240 tot 1300 meter boven zeeniveau.

## Beschermingsstatus
Door de internationale natuurbeschermingsorganisatie IUCN is de beschermingsstatus 'kwetsbaar' toegewezen (Vulnerable of VU).